# إميليو سيرانو خيمينيز
إميليو سيرانو خيمينيز (بالإسبانية: Emilio Serrano Jiménez)‏ هو سياسي مكسيكي، ولد في 21 مايو 1950 في مدينة مكسيكو في المكسيك. حزبياً، نشط في حزب الثورة الديمقراطية. وقد انتخب عضو مجلس النواب المكسيك.